# NGC 4017
NGC 4017 (również PGC 37705 lub UGC 6967) – galaktyka spiralna z poprzeczką (SBbc), znajdująca się w gwiazdozbiorze Warkocza Bereniki. Odkrył ją William Herschel 11 kwietnia 1785 roku. Oddziałuje grawitacyjnie z sąsiednią NGC 4016. Ta para galaktyk została skatalogowana jako Arp 305 w Atlasie Osobliwych Galaktyk i znajduje się w odległości około 163 milionów lat świetlnych od Ziemi.
W galaktyce NGC 4017 zaobserwowano supernowe SN 2006st i SN 2007an.